# بازارچه کربلایی عباسعلی
بازارچهٔ کربلایی عباسعلی نام محله‌ای در تهران قدیم است که روبه‌روی خیابان جنوبی پارک شهر (که امروزه خیابان بهشت نام دارد) و بین خیابان شاهپور و خیابان امیریه قرار داشته است.